# Reinaldo Arenas
Pour les articles homonymes, voir Reinaldo et Arenas.
Reinaldo Arenas, né le 16 juillet 1943 à Holguín et mort le 7 décembre 1990 à New York, est un écrivain, romancier, nouvelliste et poète cubain.
Persécuté par le régime castriste pour son homosexualité, il s'exile aux États-Unis en 1980 et raconte son histoire dans Avant la nuit (Antes que anochezca), récit autobiographique paru en 1990 et adapté au cinéma en 2000 par le réalisateur Julian Schnabel sous le titre Avant la nuit (Before Night Falls), avec Javier Bardem dans le rôle de l'écrivain.

## Biographie

### Ses débuts
Abandonné par son père, Reinaldo Arenas est né à Holguín le 16 juillet 1943. Le petit Reinaldo grandit ainsi dans une famille paysanne pauvre, sa mère s'étant réfugiée chez ses parents : « Mon enfance a été d'une splendeur unique parce qu'elle s'est déroulée dans la misère absolue, mais aussi la liberté absolue ».
À 13 ans, le jeune Reinaldo montre déjà des talents d'écrivain et de poète. Il s'engage alors auprès des révolutionnaires castristes pour les aider à triompher du dictateur Fulgencio Batista.
La révolution cubaine achevée, Arenas étudie à l'université de La Havane et travaille pour la Bibliothèque nationale José Martí. Arenas doit alors tout au régime castriste, qui offre l'éducation et un travail, et rêve d'embrasser une carrière d'écrivain. Le jeune homme paraît sur la bonne voie. Son premier roman, Celestino antes de alba (Célestin avant l'aube, qui deviendra Le Puits), se distingue au concours national d'écriture. Il se satisfait d'autant mieux du régime qu'il peut profiter pleinement d'une grande liberté sexuelle et vivre librement son homosexualité.

### Les persécutions du régime castriste: un tournant
Le pouvoir veut bientôt reprendre le Cuba en main. et la révolution culturelle se durcit. Les écrivains doivent censurer leurs écrits, et les homosexuels sont considérés comme déviants : « Mais quel avenir a un écrivain dans un pays où chaque mot qu'il écrit est contrôlé une fois, deux fois par un fonctionnaire du système qui considère la littérature comme un moyen d'augmenter la production ou de chanter les louanges du Parti ?. / Vous voyez que (bien malgré moi) je suis devenu un écrivain politique. Dans le cas contraire, dites-vous bien, mes amis, que j'aurais tout simplement dû renoncer à être écrivain : il m'aurait fallu me trahir et cesser d'être moi-même ».
Arenas commence à subir les persécutions des autorités souvent à la suite des dénonciations des comités de quartier, qui organisent la délation dans la population cubaine, mais il continue d'écrire et de vivre sa sexualité comme il l'entend afin de pouvoir demeurer libre. Il ne peut plus faire paraître ses œuvres sur l'île mais parvient à les envoyer illégalement à l'étranger. Le peintre cubain Jorge Camacho, exilé en France, l'aide à faire paraître ses livres dans le reste du monde.
Ses critiques contre le pouvoir et son homosexualité lui valent de connaître la prison et les camps de réhabilitation par le travail avec les Unités militaires d'aide à la production. Il est aussi emprisonné au sein de la Villa Marista, où ses tortionnaires menacent de le supprimer . Cela ne l'empêche jamais d'écrire. Tous les moyens sont bons pour transmettre ses écrits. En prison, il fait par exemple appel aux rectums de visiteurs. Il quitte l'île en 1980, au cours de l'exode de Mariel, en compagnie de milliers de dits rebuts de la société expulsés par le régime cubain.
Il reçoit une bourse Guggenheim en 1981.
En 1983, il témoigne dans le film documentaire Mauvaise Conduite à propos de la réalité des unités militaires d'aide à la production mises en place par le régime castriste pour enfermer les Cubains qualifiés d'asociaux.

### Sa mort
En 1987, Arenas apprend qu'il est atteint du sida. En 1990, après avoir lutté contre la maladie, il met fin à ses jours en absorbant un mélange d'alcool et de médicaments. Il laisse une lettre, destinée à être publiée :
« En raison de mon état de santé et de la  terrible dépression qu'elle me cause du fait de mon incapacité à continuer à écrire et lutter pour la liberté de Cuba, je mets fin à ma vie [...] je veux encourager le peuple Cubain dans l'île comme à l'extérieur, à continuer le combat pour la liberté. [...] Cuba sera libérée.  Je le suis déjà. » 

## Œuvre

### Romans
- Celestino antes del alba (1967), nouvelle version en parue en 1982 sous le titre Cantando en el pozo Publié en français sous le titre Le Puits, traduit par Didier Coste, Paris, Seuil, 1973 Publication en français de la nouvelle version originale sous le titre Celestino avant l'aube, traduit par Didier Coste, Paris, éditions Mille et une nuits, 2003  (ISBN 2-84205-705-8)
- El mundo alucinante (1969) Publié en français sous le titre Le Monde hallucinant, traduit par Dider Coste, Paris, Seuil, 1969 - Le texte français est paru avant la version originale - ; réédition, Paris, Seuil, coll. « Points. Roman » no 356, 1989  (ISBN 2-02-010723-6) ; nouvelle édition revue et corrigée, Paris, éditions Mille et une nuits, 2002  (ISBN 2-84205-658-2)
- El palacio de las blanquisimas mofetas (1980) Publié en français sous le titre Le Palais des très blanches mouffettes, traduit par Didier Coste, Paris, Seuil, 1975. Le texte français est paru avant la version originale. Nouvelle édition révisée, Paris, éditions Mille et une nuits, 2006  (ISBN 2-84205-906-9)
- La vieja Rosa (1980)
- Otra vez el mar (1982) Publié en français sous le titre Encore une fois la mer, traduit par Gérard Pina et Flora Compagne, Paris, Seuil, 1987  (ISBN 2-02-006817-6) ; nouvelle édition révisée, Paris, Mille et une nuits, 2004  (ISBN 2-84205-673-6)
- El color del verano (1982) Publié en français sous le titre La Couleur de l'été, traduit par Liliane Hasson, Paris, Stock, coll. « Nouveau cabinet cosmopolite », 1996  (ISBN 2-234-04623-8) ; nouvelle édition révisée, Paris, Mille et une nuits, 2007  (ISBN 978-2-84205-982-8)
- Arturo, la estrella más brillante (1984) Publié en français sous le titre Arturo, l'étoile la plus brillante, traduit par Didier Coste, Paris, Seuil, 1985  (ISBN 2-02-008736-7) ; réédition, Paris, Mille et une nuits, 2004  (ISBN 2-84205-866-6)
- El portero (1987) Publié en français sous le titre Le Portier, traduit par Jean-Marie Saint-Lu, Paris, Presses de la Renaissance, coll. « Les Romans étrangers » no 37, 1988  (ISBN 2-85616-463-3) ; réédition, Marseille, Rivages, coll. « Bibliothèque étrangère Rivages » no 26, 1990  (ISBN 2-86930-378-5)
- La Loma del Angel (1987) Publié en français sous le titre La Colline de l'ange, traduit par Liliane Hasson, Paris, Presses de la Renaissance, coll. « Les Romans étrangers » no 43, 1989  (ISBN 2-85616-519-2) ; réédition, Arles, Actes Sud, coll. « Babel » no 561, 2002  (ISBN 2-7427-4147-X)
- El Asalto (1988) Publié en français sous le titre L'Assaut, traduit par Liliane Hasson, Paris, Stock, coll. « La Cosmopolite », 2000  (ISBN 2-234-05197-5)
- Viaje a La Habana (1990)  (ISBN 0897295447) (illustration couverture Moises Finalé) Publié en français sous le titre Voyage à La Havane, traduit par Liliane Hasson, Paris, Presses de la Renaissance, coll. « Les Romans étrangers » no 51, 1990  (ISBN 2-85616-564-8) ; réédition, Arles, Actes Sud, coll. « Babel » no 518, 2001  (ISBN 2-7427-3538-0)

### Recueils de nouvelles
- Con los ojos cerrados (1972)
- Termina el desfile (1981) Publié en français sous le titre Fin de défilé, traduit par Aline Schulman, Paris, Presses de la Renaissance, coll. « Les Nouvelles étrangères » no 4, 1988  (ISBN 2-85616-464-1) ; réédition, Paris, éditions Mille et une nuits, 2003  (ISBN 2-84205-804-6)
- Adiós a Mamá (1996)  (ISBN 0897297911) Publié en français sous le titre Adiós a Mamá, Paris, Le Serpent à plumes, 1993  (ISBN 2-908957-10-8) ; réédition, Paris, Le Serpent à plumes, coll. « Motifs » no 42, 1997  (ISBN 2-84261-018-0)
- Mona and Other Tales (2001), publication posthume d'une traduction en anglais d'un recueil de nouvelles parues en Espagne entre 1995 et 2001

### Poésie
- El central (1981) Publié en français sous le titre La Plantation, traduit par Aline Schulman, Paris, Seuil, 1983  (ISBN 2-02-006445-6) ; réédition, Paris, Mille et une nuits, 2005  (ISBN 2-84205-890-9)
- Voluntad de vivir manifestándose (1989)  (ISBN 9879396553)
- Inferno (2001), anthologie posthume

### Autobiographie
- Antes que anochezca (1990) Publié en français sous le titre Avant la nuit, traduit par Liliane Hasson, Paris, Julliard, 1991  (ISBN 2-260-00903-4) ; réédition, Arles, Actes Sud, coll. « Babel » no 458, 2000  (ISBN 2-7427-3096-6)
- Final de un cuento (El Fantasma de la glorieta) (1991)  (ISBN 8486842387)

### Essai
- Necesidad de libertad (1986)

### Théâtre
- Cinco obras de teatro bajo el título Persecución (1986)

### Correspondances
- Lettres à Margarita et Jorge Camacho (1967-1990), traduit par Aline Schulman, Arles, Actes Sud, coll. « Archives privées », 2008  (ISBN 978-2-7427-8044-0)

## Études sur son œuvre

### Essais et articles
- Reinaldo Arenas, Lettres à Margarita et Jorge Camacho 1967-1990, traduction par Aline Schulman, Arles, Actes Sud, 2009.
- Audrey Aubou, «Héroïsme et marginalité dans l'œuvre de Reinaldo Arenas : notes sur El portero et Antes que anochezca (autobiografía)» dans la revue Archipélies no 1, 2010, p. 133-147.
- Audrey Aubou (éd. + introd.), «Reinaldo Arenas en toutes lettres», études d'Armando Valdés-Zamora, Bastien Gallet, Valérie Gérard, Liliane Hasson, Renée Clémentine Lucien, Dorita Nouhaud, Perla Rozencvaig, Mathilde Silveira et Lionel Souquet, Paris, éditions Orizons (Profils d’un classique), 2011.
- Dominique Chancé, Écritures du chaos. Lecture des œuvres de Frankétienne, Reinaldo Arenas, Joël Des Rosiers, Saint-Denis, Presses universitaires de Vincennes, coll. Littérature hors frontière, 2008.
- Liliane Hasson, Un Cubain libre : Reinaldo Arenas, Photographies de Suzanne Nagy, Arles, Actes Sud, 2007.
- Charles Scheel, «La Représentation du corps et du labyrinthe dans Le Terrier de Franz Kafka et dans Fin de défilé de Reinaldo Arenas», in Littérature et espaces, Limoges, Pulim, 2003, p. 181-188.
- Charles Scheel, «La France et l'œuvre de Reinaldo Arenas» in Les Stratégies des écrivains des Amériques pour faire connaître leurs œuvres en France (Traduction, bilinguisme, auto-édition), éd. Alejandro Canseco-Jerez, Université de Metz,  (ISBN 2-9517096-1-7), 2001, p. 75-84.
- Charles Scheel,«Effet de vie et exaltation auctoriale dans Encore une fois la mer de Reinaldo Arenas», in Jean Ehret (éd.), L'Esthétique de l'effet de vie. Perspectives interdisciplinaires, Paris, L'Harmattan (coll. L'Univers esthétique), 2011 (p. 171-199). https://univ-metz.academia.edu/CharlesScheel/Papers/789786/
- Lionel Souquet, «Viaje a la Habana de Reinaldo Arenas : l'essence du temps localisée et le corps sans organes comme mémoire de la ville», in Teresa Orecchia-Havas (éd.), Mémoire(s) de la ville dans les mondes hispaniques et luso-brésiliens, LEIA, vol. 4, Bern, Peter Lang, 2005, p. 111-119.

### Œuvres qui lui sont consacrées

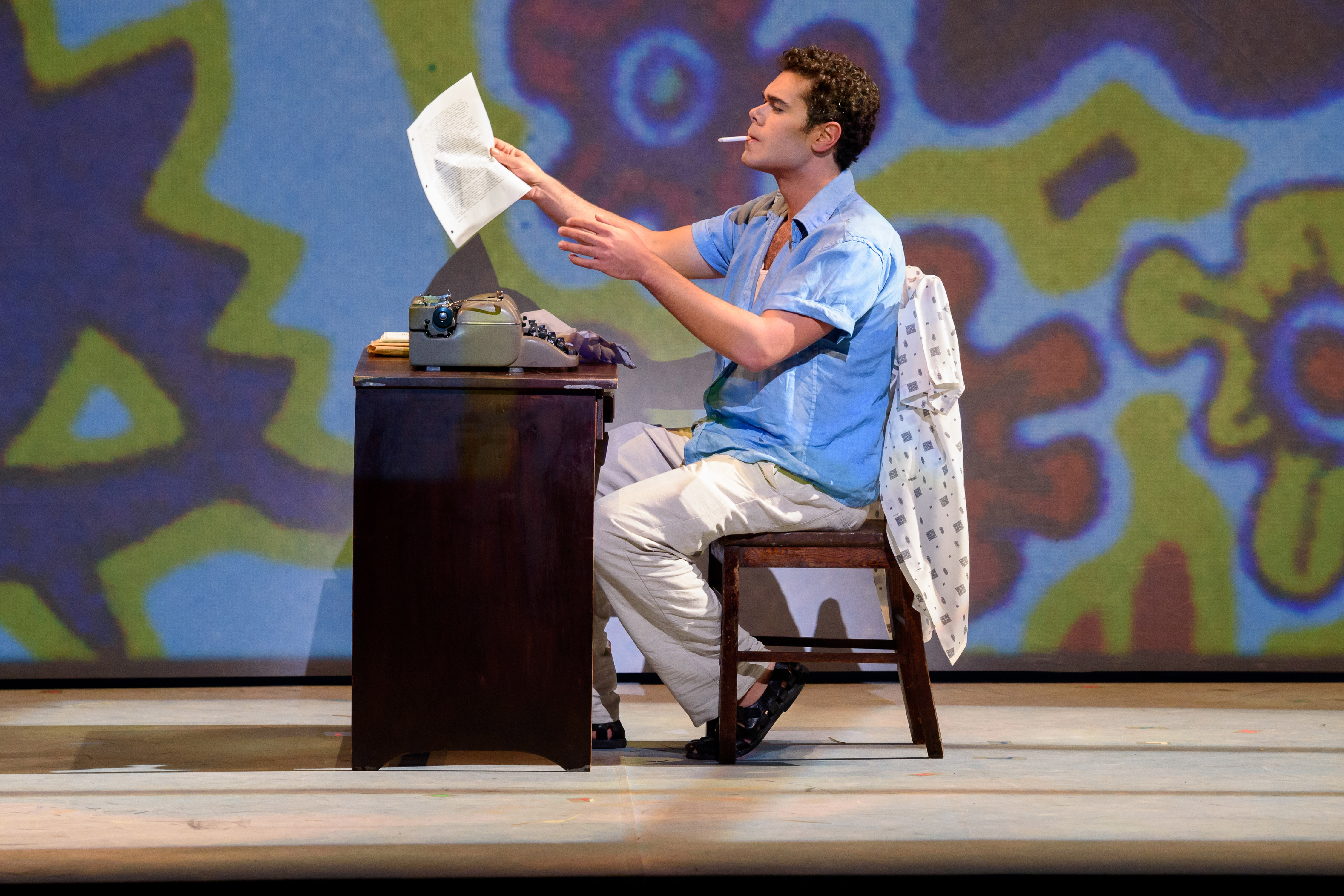
Reinaldo Arenas incarné par le baryton Elliot Madore dans Before Night Falls de Jorge Martín au en 2017.

En 2000, le peintre et cinéaste new-yorkais Julian Schnabel a porté à l’écran la version filmée du livre autobiographique de Reinaldo Arenas, Avant la Nuit. C’est Javier Bardem qui interprète le rôle de l’écrivain. Le livre a aussi inspiré au compositeur Jorge Martín (en) un opéra, Before Night Falls, créé à l'Opéra de Fort Worth (en) en juin 2010.
Arenas est aussi le sujet du documentaire de Manuel Zayas Des êtres extravagants, tourné clandestinement à Cuba en 2004.
L'écrivain italien Roberto Saviano le cite dans la préface de son ouvrage Gomorra et lui rend hommage en le présentant comme un modèle d'auteur engagé et courageux.